# Pipa aspera
Espèce
Statut de conservation UICN

 LC  : Préoccupation mineure
Pipa aspera est une espèce d'amphibiens de la famille des Pipidae.

## Distribution et habitat
Cette espèce est endémique du centre-Nord de l'Amérique du Sud. Elle se rencontre :
- en Guyane ;
- au Suriname.

Elle vit dans les eaux calmes (zones calmes des ruisseaux à courant lent, mares profondes), généralement sur la litière de feuilles tapissant le fond.

## Comportement
Cette espèce est aquatique. Les œufs pondus sont placés sur le dos de la mère ; les petits ne seront libérés qu'après leur métamorphose. 

## Statut de conservation
Les populations de cette espèce semblent à peu près stables, et certaines vivent dans des zones protégées. De fait, l'UICN a classé cet amphibien dans la catégorie "LC" (préoccupation mineure).

## Publication originale
- Müller, 1924 : Neue oder seltene Reptilien und Batrachier der zoologischen Sammlung des Bayerisschen Staates. Zoologischer Anzeiger, vol. 58, p. 291-297.